# أحمد كمال باشا
أحمد كمال باشا (1267 هـ - 1341 هـ، 1851 - 1923م). أحمد كمال بن حسن بن أحمد، كان بارزًا في الدراسات الآثارية في مصر. ترجع أصوله إلى جزيرة كريت (مسلمي جزيرة كريت تحت الحكم العثماني المصري). وقد ولد بالقاهرة ونشأ فيها.
كان يجيد اللغات العربية والفرنسية والإنجليزية والألمانية والتركية، ويعرف قليلاً من القبطية والحبشية، كما يقرأ الهيروغليفية ولغات سامية أخرى مثل العبرية. وتقلب في مناصب وأعمال كثيرة، وأحرز أوسمة ورتبًا حسنة. وآخر ماعهد به إليه أمانة متحف القاهرة، وبإلقاء دروس الحضارة المصرية القديمة في الجامعة المصرية.

## كتبه
صنف كتبًا قيمة، منها:
- العقد الثمين في تاريخ مصر القديم
- اللآلئ الدرية في قواعد اللغة الهيروغليفية
- بغية الطالبين في علوم قدماء المصريين
- ترويح النفس في مدينة عين شمس
- ترجمة دليل متحف الإسكندرية من الفرنسية إلى العربية
- ترجمة دليل متحف القاهرة من الفرنسية إلى العربية
- صفائح القبور في العصر اليوناني الروماني (مجلدان)
- الدر المكنوز في الخبايا والكنوز، (مجلدان الأول عربي، والثاني فرنسي)
- الموائد القديمة في جزءين
- الحضارة القديمة
- في حضارة مصر والشرق إلى ظهور الإسلام
- رسالة في التحنيط والجنازة عند قدماء المصريين
- آجرومية عربية ألمانية
- رسالة في مدينة منف

ومباحث كثيرة باللغتين العربية والفرنسية نشرت في المجلات والنشرات العلمية. وكل مؤلفاته مطبوعة ومتدوالة، تعد من المراجع المهمة في موضوعاتها، لاسيما في التاريخ القديم

## تاريخه العلمي
أحمد باشا كمال (29 يونيو 1851 - 5 أغسطس 1923) أول مؤرخ مصري يكتب في تاريخ مصر وحضارتها القديمة كتابة علمية سليمة، وعلى يديه ظهر جيل من كبار علماء التاريخ والآثار، وصار رائد المدرسة المصرية في الدراسات الأثرية
كان من شأن معرفة أصول اللغة المصرية التي توصل إليها العالم الفرنسي جان فرانسوا شامبليون أن نشطت حركة ترجمة الوثائق المصرية القديمة، وتقدمت الدراسات اللغوية، وانكشف ما كان غامضا من حياة القدماء المصريين، ثم ازدهرت الدراسات الأثرية باهتمام الجامعات والمؤسسات العلمية الأوربية بالآثار المصرية، وبدأت مرحلة الكشف عن الآثار وفتح المقابر وترميم المعابد وجمع أوراق البردي، واستتبع ذلك ظهور عدد من العلماء النابهين الذين شغفوا بالآثار المصرية وبذلوا جهودا مضنية في البحث والتنقيب وفي قراءة النصوص القديمة وترجمتها وتحليلها؛ حتى يتمكنوا بواسطتها معرفة معالم لتاريخ المصري القديم.
ولما كانت مصر هي موطن تلك الحضارة المصرية ومثوى آثارها ومعابدها؛ قام العالم الألماني هنري بروكش (1827 – 1894م) بفتح أول مدرسة للدراسات الأثريةبالقاهرة سنة 1869، ويعد هذا العالم الألماني من كبار الأثريين في العالم، ومن رواد اللغة الهيروغليفية، وله بحوث جيدة في تاريخ مصر وجغرافيتها القديمة.
وكان من بين طلبة هذه المدرسة العالم الأثري الكبير أحمد باشا كمال، أول مؤرخ مصري يكتب في تاريخ مصر وحضارتها القديمة كتابة علمية سليمة، وعلى يديه ظهر جيل من كبار علماء التاريخ والآثار، وصار رائد المدرسة المصرية في الدراسات الأثرية.

## المولد والنشأة
ولد أحمد باشا كمال في 29 يونيو 1851 بالقاهرة، وقبل أن يلتحق بالتعليم النظامي تعلم القراءة والكتابة ومبادئ الحساب، وحفظ شيئا من القرآن الكريم، ثم التحق في سنة (1280 هـ = 1863م) بمدرسة المبتديان الابتدائية بالعباسية، ثم انتقل منها في سنة (1284 هـ = 1867م) إلى المدرسة التجهيزية التي تقابل الآن المدارس الثانوية، وتعدّ الطلبة للالتحاق بالمدارس العليا، ومكث بها عامين، انتقل بعدها إلى مدرسة اللسان المصري القديم، وهي المدرسة التي أنشأها العالم الألماني بروكش لدراسة الآثار واللغة القديمة؛ فدرس أحمد كمال بها اللغة المصرية القديمة والحبشية والقبطية واللغات السامية وحذق في الفرنسية والألمانية والإنجليزية، وأتقن التاريخ المصري القديم.

## في معترك الحياة
كان المفروض أن يلتحق أحمد كمال بعد تخرجه في المدرسة بمصلحة الآثار، ولكن ذلك لم يحدث فقد حيل بينه وبين العمل بالمصلحة التي كان يحتكر الأجانب العمل بها بسبب سيطرة الاحتلال الإنجليزي على مصر. فعمل أحمد كمال بوزارة المعارف معلما للغة الألمانية بإحدى المدارس الأميرية بالقاهرة، ثم تركها وعمل مترجما للغة الفرنسية في وزارة المالية، ولكن شغفه بالآثار جعله يترك تلك الوظيفة عندما حانت أول فرصة للعمل بمصلحة الآثار، والتحق في وظيفة كاتب بعد أن تظاهر بعدم معرفته بالآثار لينال الوظيفة، ثم لم يلبث أن شغل وظيفة مترجم ومعلم للغات القديمة بالمتحف المصري.
ولما خلت وظيفة أمين مساعد بالمتحف المصري تمكن من الفوز بها في سنة 1873؛ فكان أول مصري يتقلد هذا المنصب، وظل يشغله حتى اعتزل العمل سنة 1914.

## عمله بالتدريس
وإلى جانب ذلك كان يقوم بتدريس اللغة المصرية القديمة والحضارة المصرية في مدرسة المعلمين العليا وفي الجامعة المصرية الأهلية، واختير عضوا بالمجمع العلمي المصري والمجمع اللغوي الذي أسسه محمد توفيق البكري في سنة 1892، والمجمع العلمي العربي بدمشق.

## النشاط العلمي
تعددت جهود أحمد باشا كمال فشملت التنقيب عن الآثار وتخريج جيل من الأثريين والبحث والتأليف.

### التنقيب عن اآثار
أما التنقيب عن الآثار، فله مساهمات عظيمة في الحفائر التي أجريت في عشرات من المواقع الأثرية وخاصة في مدينة عين شمس وفي مصر الوسطى، ونشر تقارير ضافية عن هذه الحفائر، وقام بدور رئيسي في العثور على مومياوات الفراعنة التي كانت مخبأة بالدير البحري بغربي طيبة.

### جهوده المتحفية
وبذل جهدا كبيرا في عملية نقل آثار المتحف المصري وتنظيمه وترتيبه مرتين:
- الأولى عندما نقلت آثاره من بولاق إلى متحف الجيزة سنة 1890
- والأخرى عندما نقلت من متحف الجيزة إلى المتحف الحالي بوسط القاهرة سنة 1900

ودعا إلى إنشاء المتاحف في عواصم الأقاليم المصرية فنجح في إنشاء متاحف في أسيوط والمنيا وطنطا.

### جهوده الأكاديمية
سعى لدى الوزير النابه أحمد حشمت باشا وزير المعارف لإنشاء فرقة لدراسة علم الآثار المصرية بمدرسة المعلمين الخديوية، فأنشئت أول فرقة، كان من بينها عدد من الطلاب صاروا بعد ذلك من كبار علماء التاريخ والآثار، مثل سليم حسن، وأحمد عبد الوهاب باشا، ومحمود حمزة.
وبعد تخرج الفرقة الأولى سنة (1331 هـ = 1912م) حاول أن يلحق بعض أعضائها بالمتحف المصري، ولكنه لم يوفق؛ بسبب العراقيل التي أقامها الأجانب في سبيل ذلك، فاشتغل خريجو هذه الفرقة بالتدريس، ثم نجحت مساعيه في تعيين ثلاثة منهم في المتحف المصري سنة (1331هـ = 1923م) وتقرر إرسالهم إلى فرنسا وإنجلترا لإتمام دراسة الآثار هناك، والثلاثة هم: سليم حسن صاحب موسوعة مصر القديمة، ومحمود حمزة، وسامي جبرة.
وسعى لدى وزارة المعارف في إحياء دراسة الآثار في مدرسة المعلمين العليا، فأعادت الوزارة افتتاح فرقة دراسة الآثار واللغات القديمة بمدرسة المعلمين سنة (1342 هـ = 1924م) أي بعد وفاته، والتحق بها طلاب الشهادة الثانوية. ولما أنشئت الجامعة المصرية تقرر أن يكون من بين أقسام كلية الآداب قسم للآثار، ثم استقل بعد ذلك وصار كلية خاصة بالآثار.

## مؤلفاته

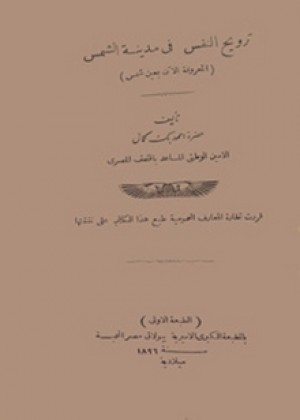
His 1899 work on أونترويح النفس في مدينة عين شمس 1899

ألف أحمد كمال عددا كبيرا من الكتب باللغة العربية والفرنسية، منها:
- العقد الثمين في محاسن وأخبار وبدائع آثار الأقدمين من المصريين[2]، ويقع في 224 صفحة، تناول فيه تاريخ مصر الفرعونية بإيجاز، مع الاهتمام بالنواحي الحضارية.
- الفوائد البهية في قواعد اللغة الهيروغليفية، وهو كتاب كبير تناول فيه قواعد تلك اللغة وأصولها وطريقه كتابتها، وسار في تبويبه وتنظيمه على أسس قواعد اللغة العربية، وتناول في نهاية الكتاب خطوط اللغة المصرية ووضع قاموسا صغيرا للكلمات الهيروغليفية المهمة ومعانيها والنطق القبطي لها.
- اللآلئ الدرية في النباتات والأشجار القديمة المصرية، وهو معجم للنباتات القديمة، مرتب حسب الحروف الأبجدية، وبه أسماء النباتات باللغة الهيروغليفية، ومرادفاتها العربية والفرنسية.
- بغية الطالبين في علم وعوائد وصنائع وأحوال قدماء المصريين، ويقع في 584 صفحة من القطع الكبير، وهو مزود بثلاثمائة رسم توضيحي، تناول فيه علوم قدماء المصريين من طب وفلك ورياضية ونبات وحيوان.
- ترويح النفس في مدينة الشمس والمعروفة الآن بعين شمس، تناول فيه تاريخ المدينة وأسماءها القديمة ومعابدها، ومعبوداتها وآثارها وأطلالها الحالية.
- الدر النفيس في مدينة منفيس، وهو كتاب صغير تحدث فيه عن تأسيس المدينة في عهد مينا، وأسمائها القديمة وأقاليمها وتاريخها.
- الحضارة القديمة في مصر والشرق، وهو عبارة عن مجموعة المحاضرات التي ألقاها في الجامعة المصرية الأهلية.

وله بالفرنسية كتابان يدخلان في نطاق الفهرست العام للمتحف المصري الذي اشترك فيه عشرات العلماء، ولا يزال حتى الآن من أهم مراجع الآثار المصرية. كما قام بكتابه نحو ستين مقالا بالفرنسية تتناول بحوثا دينية ولغوية وجغرافية.

## معجم اللغة المصرية القديمة
ويعد هذا المعجم أهم ما كتبه أحمد باشا كمال من مؤلفات وأعظمها شأنا، وكان مخطوطا يقع في 22 مجلدا، ويجمع مفردات اللغة المصرية وما يقابلها بالعربية والفرنسية والقبطية والعبرية. تم طباعة المخطوط في 23 مجلد بواسطة المجلس الأعلى للآثار عام 2002 في شكل تصوير شمسي بخط المؤلف بعد جمع نسخ المخطوط من الورثة. وهو مسودة للمعجم تحتاج بحوث لنشرها ككتاب.
وهذا المعجم وليد فكرة ملكت المؤلف الحصيف، وهي أن هناك صلات بين اللغة المصرية القديمة واللغات السامية، وخصوصا اللغة العربية. وكان لتمكنه من اللغات المصرية والسامية أثر كبير في تتبع الفكرة وتأصيلها. ولأن لغته الأم هي اللغة العربية على عكس الباحثين الغربيين. وقد أشار إلى هذه الصلة في محاضرة له ألقاها في مدرسة المعلمين الناصرية سنة (1332هـ=1914م) حيث قال: إن كثرة مطالعتي في اللغة المصرية القديمة منذ كنت في الثامنة عشرة من عمري إلى أن بلغت الستين مهّدت لي سبيل الوصول إلى اكتشاف غريب مفيد، ألا وهو أن اللغة العربية واللغة المصرية القديمة من أصل واحد، إن لم يكونا لغة واحدة افترقتا بما دخلهما من القلب والإبدال، كما حصل في كل اللغات القديمة.
وقد استغرق إنجاز هذا العمل عشرين سنة من العمل الجاد المضني، والبحث العميق، وأسفر عن 22 جزءا من القطع الكبير، وتجاوز بعض الأجزاء ألف صفحة، وتضمن كل جزء أحد الحروف الهيروغليفية، وقام منهجه على وضع الرسوم الهيروغليفية أولا ثم الحروف الصوتية فيها، ثم ما يقابلها في اللغة الفرنسية والعربية، وقد يعارضها باللغات الأخرى كالقبطية والحبشية والآرامية والعبرية.
ومن أمثلة الكلمات المصرية القديمة ومرادفاتها من العربية كلمة: حنت، وهي الحنطة، وترا: ذرة، زت: زيت، زدتو: الزيتون.
ولما تقدم أحمد كمال إلى وزارة المعارف لطبعه قبل وفاته على نفقتها أحالت جزءًا منه إلى مدير المطبوعات وكان إنجليزيا، فأحاله إلى كبير الأمناء بمصلحة الآثار العالم الإنجليزي فرث لإبداء الرأي فأشرك معه عضوين: أحدهما أمريكي، والآخر فرنسي، وجاء رأي اللجنة مخيبا للآمال فلم تهتم الوزارة بطبعه، وأهمل عمل كان نشره سيدحض نظريات الاستشراق والتغريب التي تدعو إلى الفرعونية، وتباعد بين أصل جنس الشعب المصري والجنس العربي، ويكشف عن عراقة عروبة مصر على امتداد تاريخها الطويل.
وقد تبنى العديد من العلماء والمؤلفين العرب (مثل محمد كريم وغيره) نفس النظرية بوجود علاقة بين الحضارة المصرية القديمة والحضارات السامية الآخرى واللغات السامية القديمة ومنها العربية، وكتاب آلهة مصر العربية من تأليف علي فهمي خشيم أحد هذه الكتب.